# Anatoli Wassiljewitsch Nikolajew
Anatoli Wassiljewitsch Nikolajew (russisch Анатолий Васильевич Николаев; * 14. Novemberjul. / 27. November 1902greg. in Orenburg; † 13. Februar 1977 in Nowosibirsk) war ein russischer Chemiker und Hochschullehrer.

## Leben
Nach dem Mittelschulbesuch in Orenburg studierte Nikolajew während des Russischen Bürgerkriegs zunächst 1920–1922 an der Taurischen Universität auf der Krim, um dann an der Universität Leningrad in der naturkundlichen Abteilung das Studium 1924 als Physikochemiker abzuschließen. Bereits während des Studiums arbeitete er als Laborant im Metallografie-Laboratorium des Sawod Krasny Putilowez (Werk Roter Putilow). Nach dem Studium arbeitete er im Leningrader AkkumulatorenTrust, im montanmetallurgischen Laboratorium des Obersten Rats für Volkswirtschaft und ab 1926 in der Spezialkommission für die Untersuchung der Produktivkräfte der RSFSR.
1927–1934 war Nikolajew auf Empfehlung Alexander Jewgenjewitsch Fersmans, Wladimir Iwanowitsch Wernadskis und Nikolai Semjonowitsch Kurnakows Chef der Kulundasteppe-Expedition der Akademie der Wissenschaften der UdSSR (AN-SSSR, seit 1991 Russische Akademie der Wissenschaften (RAN)), deren Ergebnisse zur Gründung des wichtigen Kutschuk-Sulfat-Kombinats führten.
Ab 1934 arbeitete Nikolajew im neuen Institut für Allgemeine und Anorganische Chemie der AN-SSSR in Moskau in der Abteilung für Salzgleichgewichte. Bereits 1935 gab er eine eigene Monografie über die Kulunda-Salzseen heraus, in der er seine Theorie der Sulfatanreicherung im Flusswasser und die Entstehung der Inderbor-Borate beschrieb und mit der er ohne Verteidigung einer Dissertation 1936 zum Kandidaten der chemischen Wissenschaften promoviert wurde. Mit seiner physikalischen und chemischen Untersuchung natürlicher Borate wurde er 1941 zum Doktor der chemischen Wissenschaften promoviert.
Während des Deutsch-Sowjetischen Krieges erforschte Nikolajew die Bildung von Schutzfolien auf Salzen. Auf der Grundlage seiner Ergebnisse wurden spezielle Erdspeicher für Wasser, Benzin und Erdölprodukte angelegt.
Nach dem Krieg wandte sich Nikolajew Problemen der Radiochemie zu. Er war 1944–1958 Professor am Moskauer Chemisch-Technischen Dmitri-Mendelejew-Institut und zusätzlich 1945–1954 Lehrstuhlleiter am Moskauer Michail-Iwanowitsch-Kalinin-Institut für Buntmetalle und Gold. Während dieser Zeit kam Nikolajew in engeren Kontakt mit Michail Alexejewitsch Lawrentjew, der ihn in sein „Sibirien-Kommando“ aufnahm.
1957 ging Nikolajew nach Nowosibirsk und wurde Direktor des neuen Instituts für Anorganische Chemie der Sibirischen Abteilung (SO) der AN-SSSR. Er organisierte dort die physikalisch-chemischen Laboratorien und die Abteilung für Halbleiter, die später die Abteilung für Mikroelektronikmaterialien wurde. 1958 wurde er zum Korrespondierenden Mitglied der AN-SSSR gewählt. 1958–1963 war er Vorsitzender des vereinigten wissenschaftlichen Rates für chemische Wissenschaften der SO der AN-SSSR. 1960–1963 leitete er den Lehrstuhl für Analytische Chemie und dann den für Radiochemie der Staatlichen Universität Nowosibirsk (NGU). Nikolajew gründete und leitete dann den wissenschaftlichen Rat für Extraktionsprozesse beim Staatskomitee für Wissenschaft und Technik beim Ministerrat der UdSSR. Auch war er Vizevorsitzender des wissenschaftlichen Rates für Hydrometallurgie. 1966 wurde er zum Vollmitglied der AN-SSSR gewählt.
Nikolajew beteiligte sich an der Entwicklung der Wissenschaft und Industrie des Landes. Er war Vorsitzender der Kommission der SO der AN-SSSR für die Erforschung der Salzvorkommen in Sibirien und Fernost. 1967–1968 organisierte er zwei Expeditionen seines Instituts für Anorganische Chemie in die Salzgebiete des Südlichen Altais und Ostkasachstans. Er beschäftigte sich mit Problemen der Atomindustrie. Er entwickelte flüchtige Verbindungen des Hafniums und Zirconiums auf der Basis von Bor. Er organisierte in Krasnojarsk das Institut für Chemie und chemische Technologie und in Kemerowo eine Chemieabteilung. Er war Mitherausgeber des internationalen Journal of Thermal Analysis and Calorimetry.
In seinen letzten Jahren wandte sich Nikolajew der Synthese neuer anorganischer Materialien und besonders reiner Substanzen zu. Er entwickelte Verfahren zur Produktion von anorganischen Fluoriden, Edelmetallfluoriden und Koordinationsverbindungen. Er war ein Pionier der Entwicklung vollautomatischer Systeme für die Thermische Analyse und arbeitete mit Ernő Pungor in Budapest und W. Sotava in der Tschechoslowakei zusammen. Nikolajew war Autor bzw. Mitautor einer Vielzahl von Veröffentlichungen.
Das Institut für Anorganische Chemie in Nowosibirsk trägt Nikolajews Namen.

## Ehrungen, Preise
- Wernadski-Preis der AN-SSSR (1947 für die physikalische und chemische Untersuchung natürlicher Borate)[4]
- Goldmedaille der Ausstellung der Errungenschaften der Volkswirtschaft (1972)[4]
- Kurnakow-Preis der AN-SSSR (1977)[4]